# Gisilia
Gisilia é um gênero de traça pertencente à família Cosmopterigidae.